# Máy bay huấn luyện phản lực

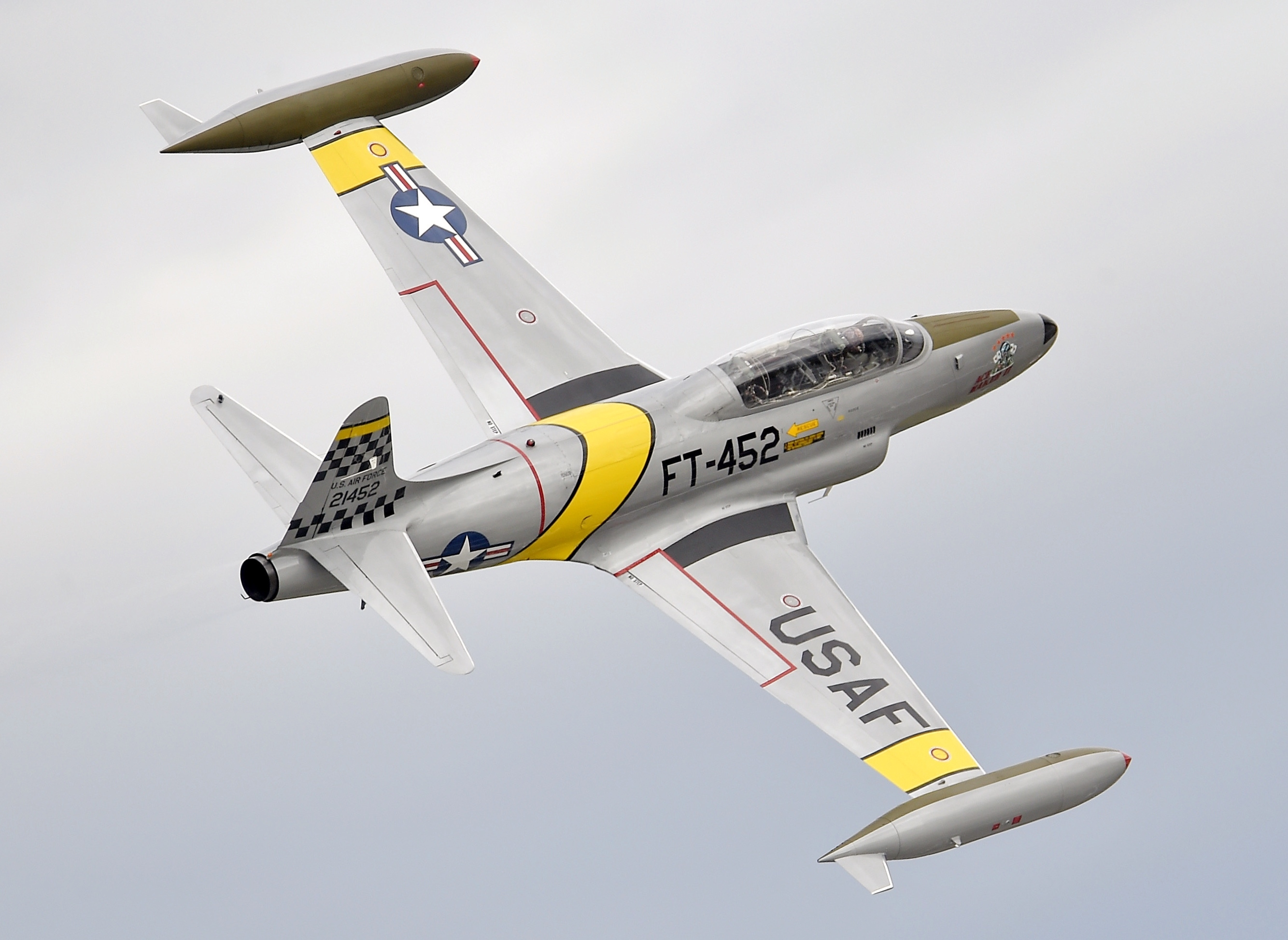
Lockheed T-33 là máy bay huấn luyện phản lực được sản xuất nhiều nhất

Máy bay huấn luyện phản lực là máy bay phản lực được sử dụng làm máy bay huấn luyện, phục vụ huấn luyện bay cho cả cơ bản và nâng cao. Máy bay huấn luyện phản lực có thể là kiểu thiết kế tùy chỉnh hoặc được sửa đổi/hoán cải từ máy bay có sẵn. Sau khi máy bay quân sự trang bị động cơ phản lực ra đời vào cuối chiến tranh thế giới thứ hai, việc đào tạo phi công điều khiển loại máy bay này trở thành một yêu cầu bắt buộc.

## Lịch sử
Máy bay huấn luyện thế hệ thứ nhất vào thời thập niên 1940 chủ yếu là được sửa đổi từ các thiết kế có sẵn như Gloster Meteor và Lockheed T-33, nhưng sau đó là sự ra đời các máy bay thiết kế tùy chỉnh như Aero L-29 Delfín và BAC Jet Provost.
Khi quá trình huấn luyện dần phát triển lên cao, lực lượng không quân của mỗi quốc gia khác nhau sẽ sử dụng máy bay huấn luyện phản lực cho các giai đoạn đào tạo khác nhau. Mặc dù đa số không quân các nước vẫn tiếp tục sử dụng máy bay động cơ piston hoặc sau này là máy bay động cơ tuốc bin cánh quạt để huấn luyện cơ bản, nhưng một số máy bay huấn luyện phản lực như Cessna T-37 Tweet cũng đã xuất hiện trong giai đoạn đầu của quá trình đào tạo. Những phi công được chọn để lái máy bay tiêm kích hoặc máy bay cường kích thì sau đó sẽ tiếp tục lái máy bay huấn luyện nâng cao tiên tiến hơn như Hawker Siddeley Gnat.
Khi những chiếc máy bay huấn luyện phản lực đời đầu trở nên lỗi thời thì các thế hệ tiếp theo đã xuất hiện, chẳng hạn như người Anh sử dụng BAE Systems Hawk một động cơ, trong khi người Pháp thì đặt hàng mua Dassault/Dornier Alpha Jet. Trong Khối Warszawa, Aero L-39 Albatros trở thành máy bay huấn luyện phản lực tiêu chuẩn.
Khi máy bay huấn luyện phản lực phát triển, nó cũng được trang bị vũ khí để huấn luyện chiến đấu, dẫn đến việc một số chiếc được sửa đổi thành máy bay cường kích hạng nhẹ; ví dụ như Cessna T-37 Tweet được phát triển thành Cessna A-37 Dragonfly.
Các máy bay huấn luyện phản lực hiện đại được tăng cường cấu trúc cho phép nó có thể nhào lộn trên không và diễn tập cường độ cao.

## Danh sách máy bay huấn luyện phản lực
Dưới đây là danh sách liệt kê máy bay huấn luyện phản lực trước đây và hiện tại.

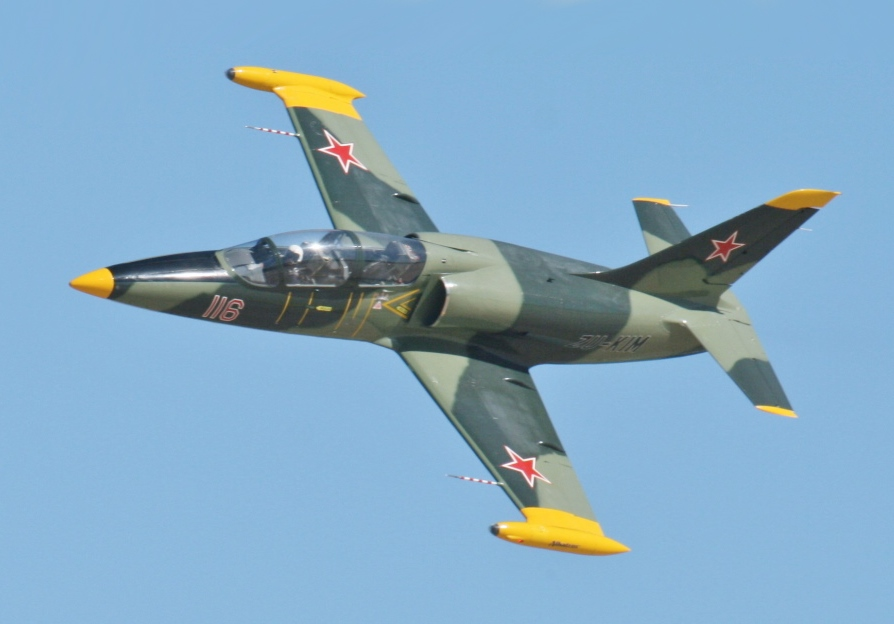
Aero L-39 Albatros

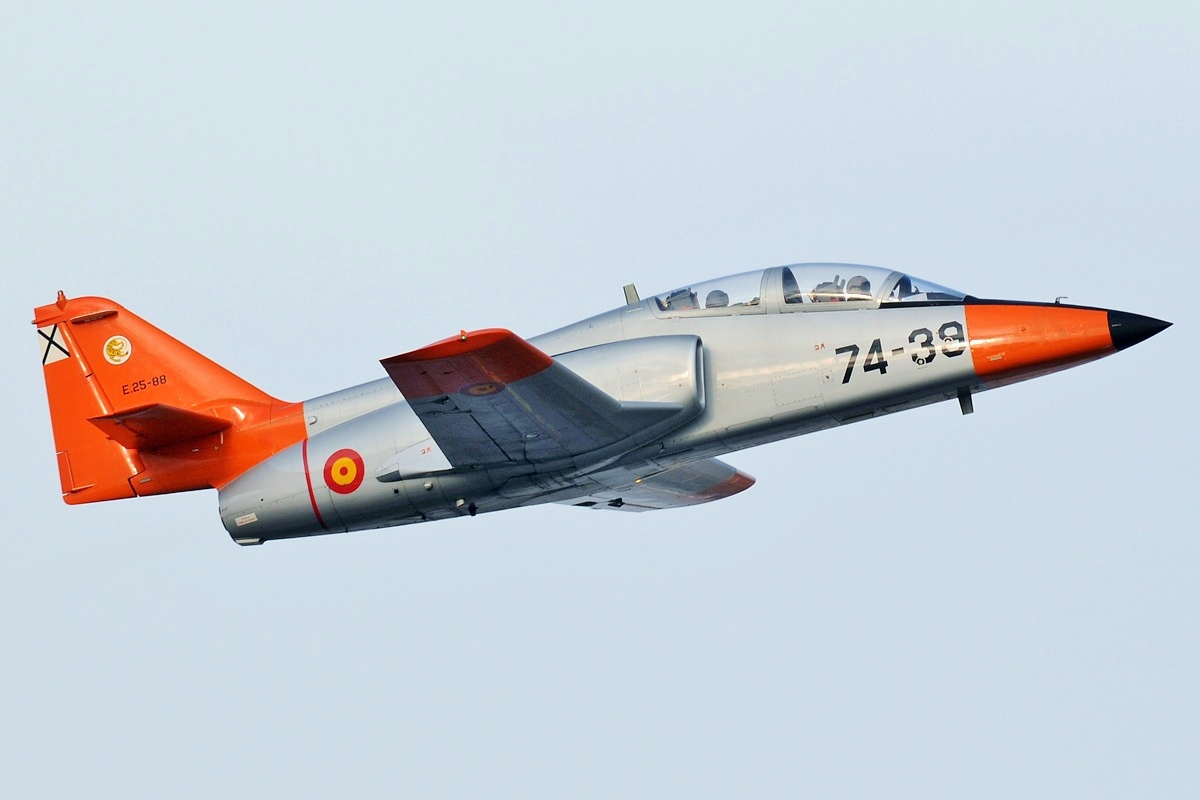
C-101 của Không quân Tây Ban Nha

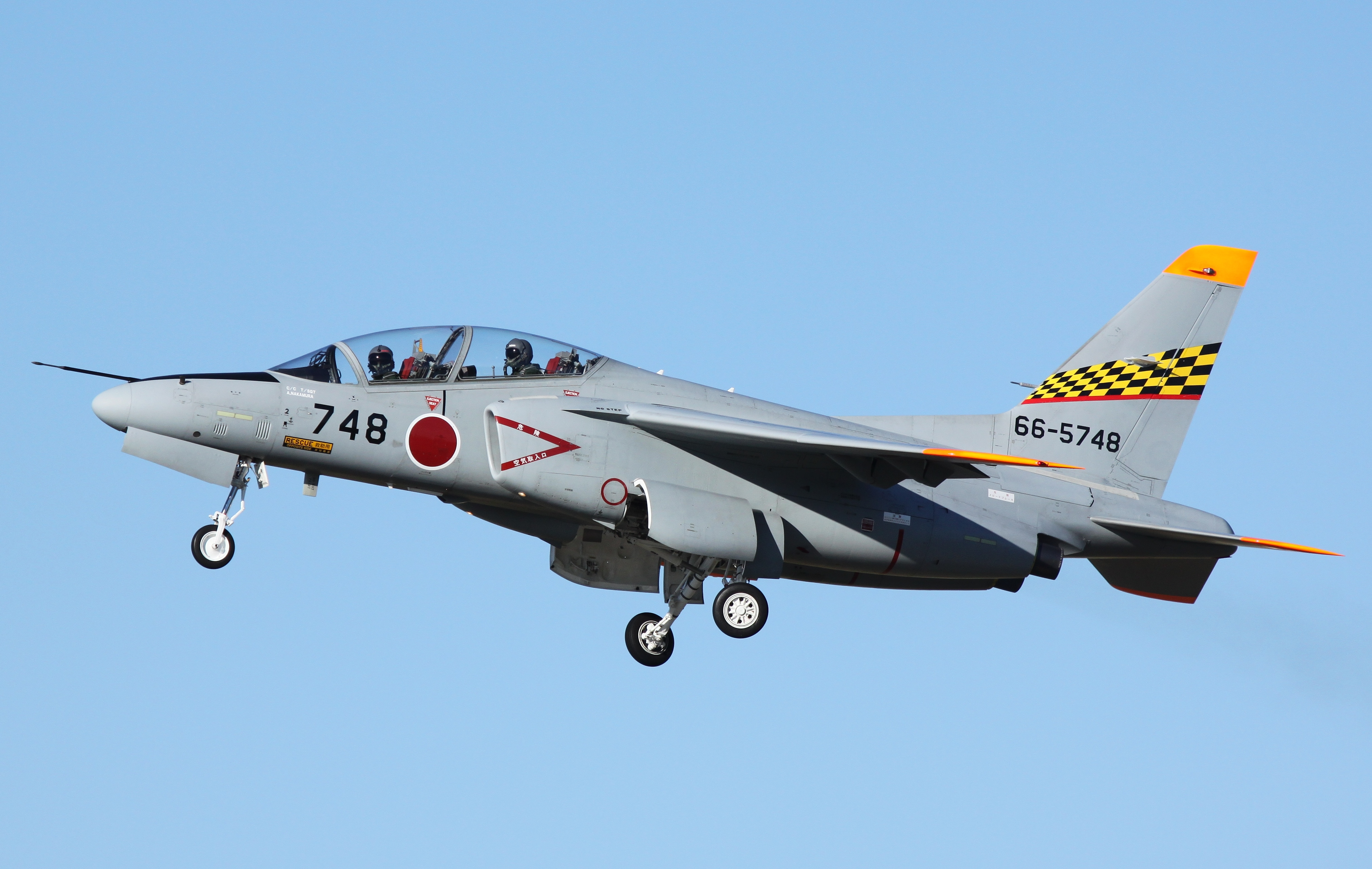
Kawasaki T-4 của Lực lượng Phòng vệ Trên không Nhật Bản

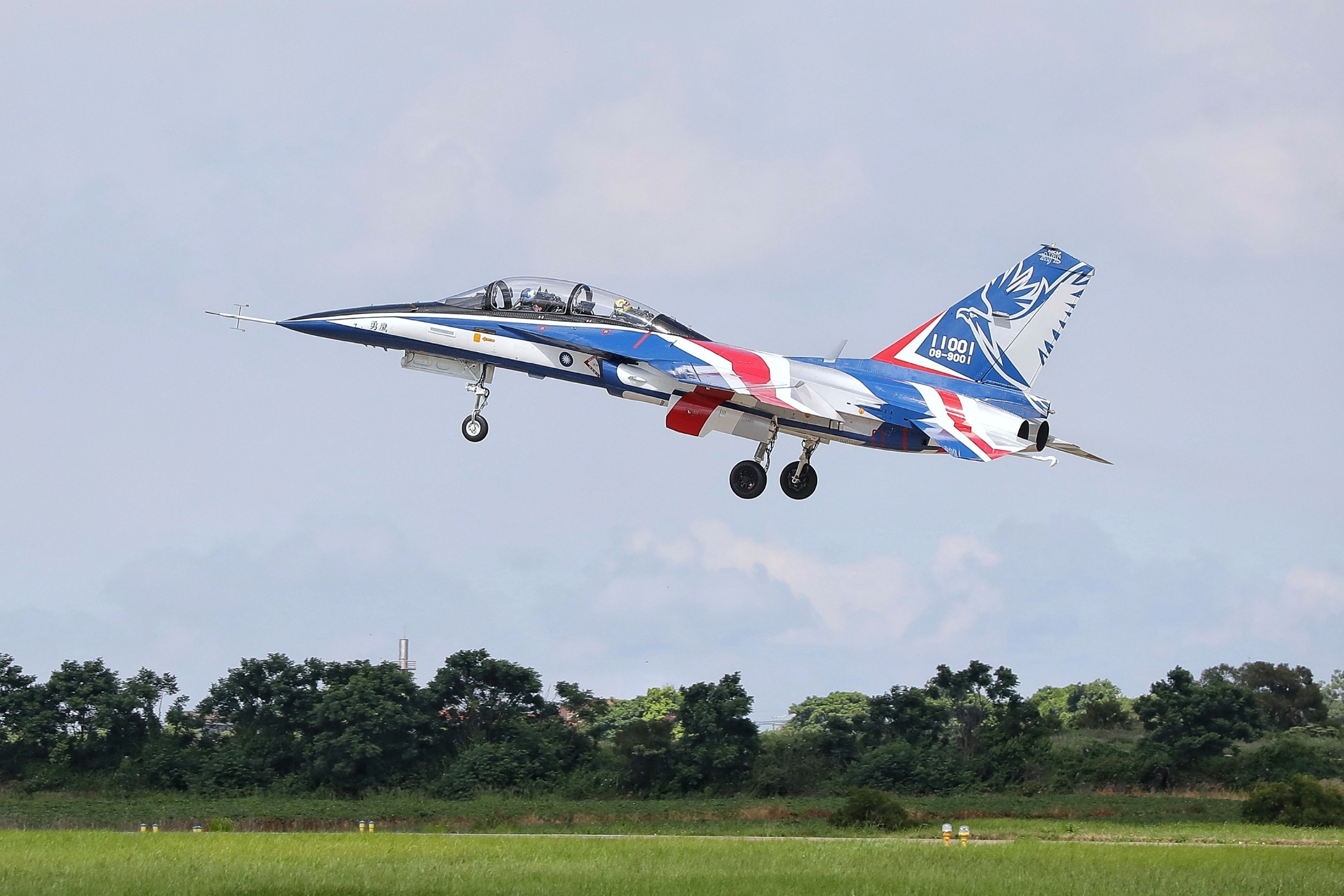
AIDC T-5 Brave Eagle của Không quân Đài Loan

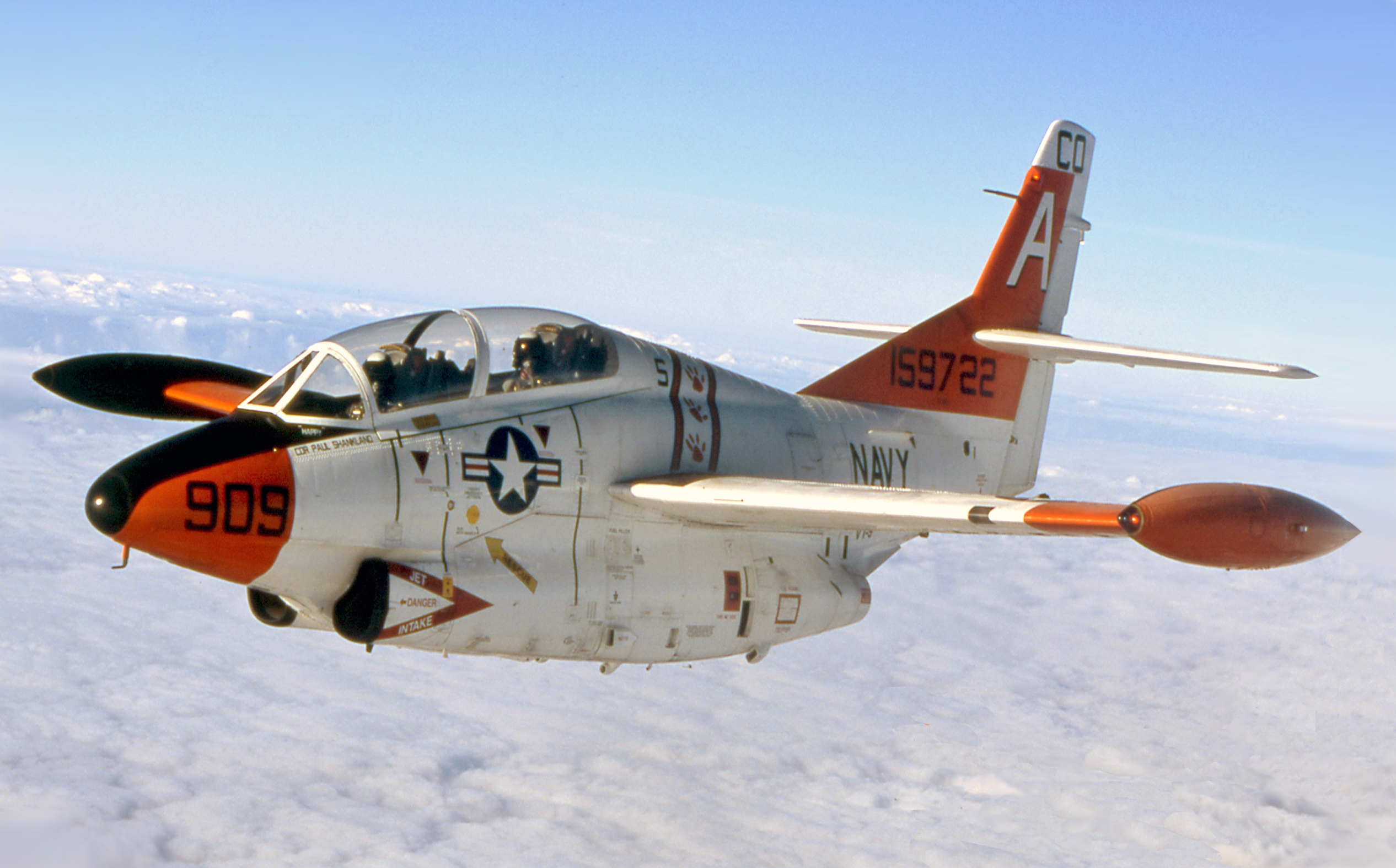
T-2 Buckeye của Hải quân Hoa Kỳ

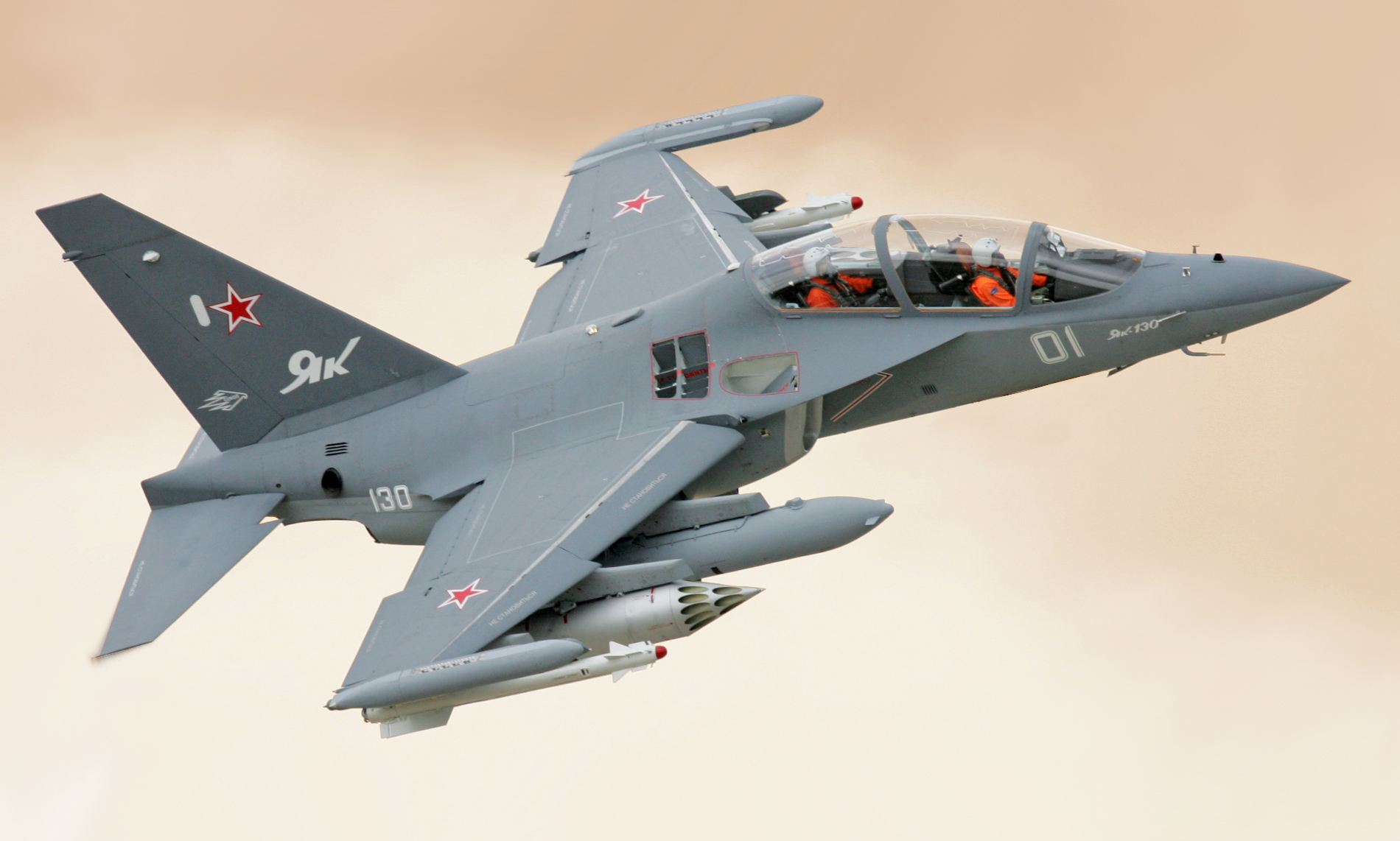
Yakovlev Yak-130

| Tên máy bay                    | Quốc gia              | Thời gian cất cánh lần đầu tiên | Số lượng sản xuất | Tình trạng                 |
| ------------------------------ | --------------------- | ------------------------------- | ----------------- | -------------------------- |
| Aermacchi MB-326               | Ý                     | 1957                            | 800               | Hoạt động hạn chế          |
| Aermacchi MB-339               | Ý                     | 1976                            | 230               | Đang hoạt động             |
| Aero L-29 Delfín               | Tiệp Khắc             | 1959                            | 3.500             | Đang hoạt động             |
| Aero L-39 Albatros             | Tiệp Khắc             | 1968                            | 2.800             | Đang hoạt động             |
| Aero L-39NG                    | Cộng hòa Séc          | 2018                            | 4                 | Đang phát triển            |
| Aero L-59 Super Albatros       | Tiệp Khắc             | 1986                            | 60                | Đang hoạt động             |
| Aero L-159 Alca                | Cộng hòa Séc          | 1997                            | 72                | Đang hoạt động             |
| AIDC AT-3 Tzu Chung            | Đài Loan              | 1980                            | 63                | Đang hoạt động             |
| AIDC T-5 Brave Eagle           | Đài Loan              | 2020                            | 5                 | Đang hoạt động             |
| Alenia Aermacchi M-346 Master  | Ý                     | 2004                            | 68                | Đang hoạt động             |
| BAC Jet Provost                | Anh                   | 1954                            | 741               | Ngừng hoạt động            |
| BAE Systems Hawk               | Anh                   | 1974                            | 1.000             | Đang hoạt động             |
| Boeing-Saab T-7A Red Hawk      | Hoa Kỳ / Thụy Điển    | 2016                            | 2                 | Đang phát triển            |
| CASA C-101 Aviojet             | Tây Ban Nha           | 1977                            | 166               | Đang hoạt động             |
| Canadair CT-133 Silver Star    | Canada                | 1952                            | 656               | Ngừng hoạt động            |
| Canadair CT-114 Tutor          | Canada                | 1960                            | 212               | Ngừng hoạt động            |
| Cessna T-37 Tweet              | Hoa Kỳ                | 1954                            | 1.269             | Hoạt động hạn chế          |
| Dassault/Dornier Alpha Jet     | Pháp / Đức            | 1973                            | 480               | Đang hoạt động             |
| Douglas TA-4E/J Skyhawk        | Hoa Kỳ                | 1954                            | 547               | Đang hoạt động             |
| Fiat G.80                      | Ý                     | 1951                            | 4                 | Ngừng hoạt động            |
| FMA IA-63 Pampa                | Argentina             | 1984                            | 27                | Đang hoạt động             |
| Fokker S.14 Machtrainer        | Hà Lan                | 1951                            | 21                | Ngừng hoạt động            |
| Folland Gnat                   | Anh                   | 1955                            | 105               | Ngừng hoạt động            |
| Fouga CM.170 Magister          | Pháp                  | 1952                            | 929               | Ngừng hoạt động            |
| Fouga CM.175 Zéphyr            | Pháp                  | 1959                            | 32                | Ngừng hoạt động            |
| Fuji T-1                       | Nhật Bản              | 1958                            | 66                | Ngừng hoạt động            |
| Mitsubishi T-2                 | Nhật Bản              | 1971                            | 90                | Ngừng hoạt động            |
| Grumman F9F-8T/TF-9J Cougar    | Hoa Kỳ                | 1951                            | 400               | Ngừng hoạt động            |
| HAL HJT-16 Kiran               | Ấn Độ                 | 1964                            | 190               | Đang hoạt động             |
| HAL HJT-36 Sitara              | Ấn Độ                 | 2003                            | 6                 | Hạn chế sản xuất hàng loạt |
| HESA Yasin                     | Iran                  | 2019                            | 2                 | Đang phát triển            |
| Hispano HA-200                 | Tây Ban Nha           | 1955                            | 212               | Ngừng hoạt động            |
| Hongdu JL-8/Karakorum-8        | Trung Quốc / Pakistan | 1990                            | 500               | Đang hoạt động             |
| Guizhou JL-9                   | Trung Quốc            | 2003                            | 20                | Đang hoạt động             |
| Hongdu JL-10                   | Trung Quốc            | 2006                            | 100               | Đang hoạt động             |
| IAR 99                         | Romania               | 1985                            | 28                | Đang hoạt động             |
| KAI T-50 Golden Eagle          | Hàn Quốc              | 2002                            | 82                | Đang hoạt động             |
| Kawasaki T-4                   | Nhật Bản              | 1985                            | 208               | Đang hoạt động             |
| KB SAT SR-10                   | Nga                   | 2015                            | 1                 | Ngừng phát triển           |
| Lockheed T-33                  | Hoa Kỳ                | 1948                            | 6.557             | Ngừng hoạt động            |
| Lockheed T2V SeaStar           | Hoa Kỳ                | 1953                            | 150               | Ngừng hoạt động            |
| McDonnell Douglas T-45 Goshawk | Hoa Kỳ                | 1988                            | 221               | Đang hoạt động             |
| Morane-Saulnier MS.760 Paris   | Pháp                  | 1964                            | 165               | Ngừng hoạt động            |
| North American T-2 Buckeye     | Hoa Kỳ                | 1959                            | 1.146             | Đang hoạt động             |
| Northrop T-38 Talon            | Hoa Kỳ                | 1958                            | 529               | Đang hoạt động             |
| PZL I-22 Iryda                 | Ba Lan                | 1985                            | 17                | Ngừng hoạt động            |
| PZL TS-11 Iskra                | Ba Lan                | 1960                            | 424               | Ngừng hoạt động            |
| Saab 105                       | Thụy Điển             | 1963                            | 192               | Đang hoạt động             |
| Soko G-2 Galeb                 | Nam Tư                | 1961                            | 248               | Hoạt động hạn chế          |
| Soko G-4 Super Galeb           | Nam Tư                | 1978                            | 85                | Đang hoạt động             |
| SIAI-Marchetti S.211           | Ý                     | 1981                            | 60                | Đang hoạt động             |
| TAI Hürjet                     | Thổ Nhĩ Kỳ            | 2023                            | 1                 | Đang phát triển            |
| Temco TT Pinto                 | Hoa Kỳ                | 1956                            | 15                | Ngừng hoạt động            |
| Yakovlev Yak-130               | Nga                   | 1996                            | 100               | Đang hoạt động             |